# Халикеев, Курбанбай
Курбанбай Халикеев (15 января 1905, Петроалександровск, Амударьинский отдел, Сырдарьинская область, Российская империя — 19 декабря 1976, Алма-Ата, Казахская ССР, СССР) — советский казахский хозяйственный, государственный и партийный деятель.

## Биография
Родился в 1905 году. Член ВКП(б) с 1928 года.
- с 1930 инспектор Наркомата РКИ Казахской АССР (28.01.1930-?); инструктор ОРГО НК РКИ-Президиума КК КАССР (01.1931)
- 3-й секретарь Кара-Калпакского обкома КП Узбекистана (1937—1938);
- 1-й секретарь Кара-Калпакского обкома и одновременно 1-й секретарь Турткульского горкома партии (06.1938-04.1941);
- инструктор оргинструкторского отдела ЦК Компартии Узбекистана, 1-й секретарь Нарпайского райкома партии Узбекской ССР (1941);
- председатель Самаркандского областного союза промысловой кооперации (1941—1942);
- курсант (1942—1943); старший инструктор по оргпартработе политотдела запасной бригады, г. Ворошиловград (1943—1944); член, секретарь парткомиссии политотдела Энгельсского военного пулеметного училища (1944—1945);
- зам. зав. оргинструкторским отделом Южно-Казахстанского обкома (1945—1946);
- 1-й секретарь Бостандыкского райкома партии ЮКО (01.1946-01.1949 гг.);
- 1-й секретарь Пахта-Аральского райкома (01.-11.1949 г.);
- директор Чимкентского хлопкоочистительного завода (1950—1951);
- контролёр аппарата уполномоченного Совета по делам колхозов при СМ СССР по Южно-Казахстанской обл. (1951—1952).

Избирался депутатом Верховного Совета СССР 1-го созыва.
Умер в Алма-Ате в 1976 году. Похоронен на Кенсайском кладбище.